# De Witte van Sichem
De Witte van Sichem és una pel·lícula belga de Robbe De Hert estrenada el 1980. La pel·lícula és una adaptació de la novel·la d'Ernest Claes De Witte. És la segona adaptació del llibre. L'altra pel·lícula es va estrenar el 1934 com a De Witte. El títol fa referència al sobrenom del personatge principal: Louis Verheyden, un nen ros entremaliat d'onze anys.

## Argument
A la dècada de 1900, Lewie Verheyden, de 13 anys, a qui tothom sobrenomenava Witte (estopa), a causa dels seu cabell ros blanquejats, era el tercer i últim fill d'una família pobra de treballadors agrícoles que viuen a Zichem, un antic municipi de Flandes. La seva vida no és fàcil, el pare és violent i Witte és el portador del dolor de la família. Dotat d'un caràcter rebel i turbulent, el nen es posa en situacions de conflicte amb els que l'envolten fent bromes i trucs.
Encara que dotat d'intel·ligència i una gran curiositat, no és molt bon estudiant i el seu pare l'impulsa a introduir-se en el món laboral, la qual cosa no passa sense plantejar problemes de disciplina entre el tirànic terratinent on passa les vacances escolars.

## Repartiment
- Eric Clerckx: Louis Verheyden / De Witte
- Willy Vandermeulen: pare de De Witte
- Blanka Heirman: mare de De Witte
- Paul S Jongers: el camperol Coene
- Jos Verbist: Heinke, el seu germà
- Rafaël Troch: Nis, el seu germà
- Magda De Winter: Liza, filla de Coene
- Luc Philips: sacerdot Munte
- Martha Dewachter: Rozalien
- Paul-Emile Van Royen: el professor
- Bert Struys: Wannes Raps
- Robert Lussac: Bob Storm
- Bob Van Der Veken: Mon
- Gaston Berghmans: Nand
- Chris Cauwenberghs: Koster
- Reinhilde Decleir: gitana
- Yvonne Verbeeck: minyona

## Premis
- 1980: la pel·lícula va guanyar el premi del jurat i la preferida del públic a les jornades de cinema d'Orleans.[3]
- 1981: Grande Premio "Janela de Prat" Tomar[3]
- 1982: Premi del jurat, mitjans de comunicació al festival internacional de cinema juvenil de Caen[3]
- 1982: Premi d'Or Festival de Cinema de Giffoni[3]